# Bernie Wrightson
Bernie o Berni Wrightson (Baltimore (Maryland), 27 de octubre de 1948 - Austin (Texas), 19 de marzo de 2017) fue un historietista estadounidense, creador del personaje de Swamp Thing (La Cosa del Pantano), ilustrador de un Frankenstein de culto y colaborador de Stephen King.

## Biografía
Si bien en 1968 tuvo su primer reconocimiento como nuevo talento en una convención de ciencia ficción, su carrera profesional comenzó dos años después al publicar en la revista House of Mystery. En 1971 aparece Swamp Thing, con textos de Len Wein en el número 92 de la revista House of Secrets, pasando a tener su propia serie al año siguiente. Wrightson deja de dibujar al personaje en el número 10. De su trabajo posterior se destaca la ilustración de historias de terror para la editorial Warren, incluyendo trabajos de Stephen King. Ha ilustrado también cómics de Batman (The Cult) y The Punisher, entre otros.
Su relación con el cine incluye no solo el diseño de personajes para Los Cazafantasmas o Spider-Man, sino también la actuación en When Zombies Attack!! (2001). 
Bernie muere a los 68 años de edad a causa de un grave tumor cerebral, su fallecimiento ocurre el 19 de marzo de 2017.
Bernie Wrightson tenía una gran pasión por crear cualquier idea que tuviera en la cabeza y convertirlo en una historieta o en algo nunca antes visto.

## Álbumes editados en español
- Creepy presenta a WRIGHTSON MAESTRO DEL TERROR (relatos cortos), Toutain Editor, (1981)..
- Creepy presenta a LA COSA DEL PANTANO (relatos cortos escritos por Len Wein sobre La Cosa del Pantano), Toutain Editor, (1983)
- Creepy presenta a CREEPSHOW (adaptación de la película Creepshow) Toutain Editor, (1984)
- FERIA DE MONSTRUOS (con guion de Bruce Jones) (en color), Toutain Editor, (1984)
- SPIDERMAN HOOKY, NOVELAS GRÁFICAS MARVEL N.º 2 (guion de Susan K. Putney), Comics Forum (1986)
- THE HULK & THE THING, NOVELAS GRÁFICAS FORUM N.º 9 (guion de Jim Starlin ), Comics Forum (1986)
- BATMAN: THE CULT, SERIE LIMITADA 4 PRESTIGES (guion de Jim Starlin), Ediciones Zinco (1990)
- FRANKENSTEIN (ilustraciones sobre la obra de Mary Shelley), Ediciones la Urraca, 1983
- BERNI WRIGHTSON OBRAS COMPLETAS 1 (relatos cortos), Toutain Editor, (1991)
- BERNI WRIGHTSON OBRAS COMPLETAS 2 (relatos cortos), Toutain Editor, 1992)
- BERNI WRIGHTSON OBRAS COMPLETAS 3 (relatos cortos), Ediciones Zinco, 1993)
- FERIA DE MONSTRUOS (con guion de Bruce Jones), (en blanco y negro), Planeta DeAgostini, (2005)
- LA COSA DEL PANTANO: Génesis oscura (guion de Len Wein), Planeta DeAgostini, (2007)
- Clásicos DC, House of Mystery, anfitrión BERNI WRIGHTSON, (recopilación primeros relatos del autor para DC Comics) Planeta DeAgostini, (2009)
- FRANKENSTEIN (ilustraciones sobre la obra de Mary Shelley), Planeta DeAgostini, 2010